# S. Danneskjold-Samsøe
 Der er flere personer med dette navn, se Sophus Danneskiold-Samsøe.
Hans Excellence (H.E.) Adam Sophus greve Danneskiold-Samsøe (skrev sig selv Sophus Adam Danneskjold-Samsøe) (2. oktober 1874 i København – 12. december 1961 i Hillerød) var en dansk maler.

## Levned
Han var søn af hofjægermester, premierløjtnant og forpagter Otto Ludvig August Balthazar greve Danneskiold-Samsøe og Louise Siegfriede født komtesse Knuth. Han gik på Sorø Akademi 1887-1894 og blev student herfra 1895 og tog filosofikum året efter. Han deltog i forberedende undervisning hos Jørgen Aabye vinteren 1896-1897 og søgte forgæves optagelse på Kunstakademiet. Han var i stedet elev på Kunstnernes Frie Studieskoler (under Kristian Zahrtmann) 1900-1902 og januar-april 1904. Danneskiold-Samsøe modtog Poul S. Christiansens Legat 1954, Zahrtmanns Legat 1957 og Eckersberg Medaillen 1955. Han var formand for Selskabet for moderne Kunst efterår 1917 – forår 1919. 
Adam Sophus Danneskiold-Samsøe var som adelsmand økonomisk uafhængig og valgte kunstnervejen, der var et brud med den traditionelle uddannelse for en adelsmand. Gennem Zahrtmann begyndte han tidligt at eksperimentere med farven, og hans værker fra denne tid viser ligheder med stilen hos Oluf Hartmann og J.A. Jerichau. Senere blev han en varm tilhænger af kubismen og modernismen i dansk kunst. Sammen med bl.a. Poul Henningsen og Leo Swane forsvarede han i tidsskriftet Vor Tid ekspressionismens og kubismens indtog i dansk malerkunst. Han havde selv et betydeligt ansvar for udviklingen som formand for ophængningskomiteen for Kunstnernes Efterårsudstilling 1917. Han forfattede kronikker og artikler, der siden blev fulgt op af to teoretisk velbevandrede bind i serien Vor Tids Kunst, af selvbiografiske værker samt to omfattende kunsthistoriske studier om Kristian Zahrtmann og Poul S. Christiansen.

## Ægteskaber
Han blev gift 1. gang 11. juni 1906 i Roskilde med Elisabeth Mollerup (3. juli 1885 på Frederiksberg – 4. december 1961 i Nærum), datter af museumsdirektør Arthur William Mollerup og Caroline Susanne Ewald Rothe. Ægteskabet blev opløst 18. september 1922 og han giftede sig 2. gang 16. februar 1926 i København med Ingeborg Leone Green (2. november 1894 smst. – 6. november 1960 i Hillerød), datter af fabrikant Hans Peter Green og Christiane Dorothea Nielsen.
Han er begravet på Nyhuse Kirkegård.

## Udvalgte værker
- Fra Sorø Sø bag Bøgholm (1893, Vestsjællands Kunstmuseum)
- Portræt af overlærer P. Ibsen siddende (blyant, 1893, smst.)
- Overlærer Ibsen skriver på den sorte tavle (blyant, 1893, smst.)
- Mols Bjerge (1900, Statens Museum for Kunst)
- Christiansø (1911, Bornholms Kunstmuseum)
- Stående kvinde (1922/24, Vestsjællands Kunstmuseum)
- Jagtbogen (træsnitserie, 1924-29, Kobberstiksamlingen)
- Ved Karensby Mose (1936, Vestsjællands Kunstmuseum)

Udsmykninger:
- Vægmaleri i Hillerød rådhussal (1933)
- Vægmalerier i Maribo byrådssal (1935)

### Litterære og kunsthistoriske arbejder
- Kunst, set og skrevet, 1930.
- William Scharff, 1931 (Vor Tids Kunst nr. 4)
- Karl Isakson, 1933 (Vor Tids Kunst nr. 12)
- Poul S. Christiansen, 1935.
- Kristian Zahrtmann, 1942.
- I Kunstens tjeneste, 1953.
- "Erindringer om Karl Isakson", i: Kunst nr. 8, april 1956, 249-53.